# Саміт G-20 в Антальї (2015)
Турецький саміт G-20, 10-й саміт лідерів країн «Велика двадцятка», що відбувся 15—16 листопада 2015 року в турецькому місті Анталья.